# Político (moeda)

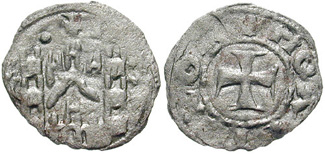
Exemplo de político

Político (em grego: πολιτικόν; romaniz.: politikon; plural: politika) é uma série de moedas de bilhão bizantinas, cunhadas por volta de meados do século XIV, que são distintas pela inscrição grega +ΠΟΛΙΤΙΚΟΝ ("da cidade, cívico").

## História
A iconografia de muitos exemplos, com a lenda em torno de uma grande cruz ou um busto da Virgem Maria, segue os modelos europeus ocidentais ao invés daqueles da tradicional cunhagem bizantina, e muitos deles não identificam o imperador bizantino sob qual elas foram cunhadas. Eles confirmam, contudo, o tipo geral da dispersão das moedas torneses, com um peso de 0.6–0.8 gramas, um diâmetro de 17 mm e teor de prata de 0.200–0.250. Inicialmente elas eram côncavas, mas emissões posteriores eram planas. Aparentemente formam a continuação da edição bizantina do tornês (conhecido em grego como turnésio) do imperador Andrônico II Paleólogo (r. 1282–1328) e como eles eram provavelmente avaliados em 96 para o hipérpiro de ouro. Alguns levam o nome de Andrônico III Paleólogo (r. 1328–1341) e podem assim ser datadas nos anos 1330, a série anônima poderia ser datada dos anos 1340 (marcada por uma destrutiva guerra civil), e a última edição, apresentando João V Paleólogo (1341–1376; 1379–1391) datariam dos anos 1350, após este tipo foi interrompido. Há algumas exceções no entanto. Um político atualmente situado Gabinete das Medalhas, em Paris, pesa 1.4 gramas e tem um teor de prata de 0.785, muito superior aos torneses ordinários, mas ainda abaixo da principal moeda de prata bizantina, o basílico. Alguns outros estão de acordo com dois dos tipos de político de bilhão, mas são moedas de cobre grandes, grossas e pesadas (ca. 2 gramas), cuja função é incerta.
O significado e a lógica por trás da única inscrição +ΠΟΛΙΤΙΚΟΝ, bem como o local onde as moedas foram cunhadas, têm sido muito debatido. Parece que a inscrição indica que estas moedas foram cunhadas para pagar alguma necessidade pública (como as contemporâneas moedas francesas BVRGENSIS). Estudiosos anteriores, começando com Gustave Schlumberger, defendem um uso para tíquetes para distribuição de pão, mas hoje elas são vistas como verdadeira cunhagem. As moedas são geralmente consideras como sendo cunhadas em Constantinopla, mas devido a sua aparência "ocidental" tem sido sugerido variadamente que elas foram cunhadas em uma casa da moeda provincial nas cercanias dos Estados francos no sul da Grécia. O tipo, contudo, é inteiramente ausente de achados locais na área, e sua origem constantinopolitana parece segura.